# Ромеро, Грасьела
Грасьела Мария Луиса Ромеро Пиньеро (исп. Graciela María Luisa Romero Piñero; 1925—2011) — более известная по прозвищу Тото Ромеро (исп. Totó Romero) — чилийская социальная работница, журналистка и писатель. Лауреат премии Ленки Франулич.

## Биография
Ромеро родилась в семье писателя Альберто Ромеро и аргентинки Сулемы Пиньеро. Она получила образование в Colegio Universitario Inglés в Сантьяго. Является племянницей известного журналиста Марии Ромеро.
В 21 год она вышла замуж за гражданина Испании Андреса Росельо, который был на 16 лет старше её. Они расстались, потому что он хотел, чтобы она перестала работать, в связи с чем она арендовала машину и наняла водителя. «Если хочешь работать, возьми микроавтобус», — сказал он ей. Она ездила не в микроавтобусе, а на такси. У пары был один ребёнок.
Несмотря на то, что по профессии Грасьела была социальным работником, на национальном уровне она была известна своими статьями, написанными совместно с журналисткой Ксименой Торрес Кавиво. Она работала в различных СМИ, особенно запомнилась в журнале Paula. Она также освещала новости о международной установке на Ванидадес.
Ромеро являлась либералом и феминисткой. В какой-то момент Ромеро потеряла работу в больнице Сальвадора за пропаганду использования оральных контрацептивов.
Ее здоровье начало ухудшаться в 2009 году после лечения от рака легких, и ей пришлось использовать кислородный баллон. Она умерла 4 ноября 2011 года.

## Публикации
- Событие (ориг.: El evento)
- Чилиец с чемоданом (ориг.: El chileno de maleta)
- Как выжить в Чили после 30 (ориг.: Cómo sobrevivir en Chile después de los 30)
- Двуручным голосованием (ориг.: Con el voto a dos manos)[3][6]